# Chaulgnes
Chaulgnes település Franciaországban, Nièvre megyében. Lakosainak száma 1503 fő (2022. január 1.). Chaulgnes Raveau, Pougues-les-Eaux, Champvoux, Germigny-sur-Loire, Parigny-les-Vaux, Saint-Aubin-les-Forges és Tronsanges községekkel határos.

## Népesség
A település népességének változása:
| Lakosok száma | 1460 | 1486 | 1519 | 1505 | 1506 | 1503 | 1508 | 1506 | 1503 |
|               | 2013 | 2015 | 2016 | 2017 | 2018 | 2019 | 2020 | 2021 | 2022 |